# نيندان
نهر نْيَّنْدان هو أحد روافد نهر النيجر.

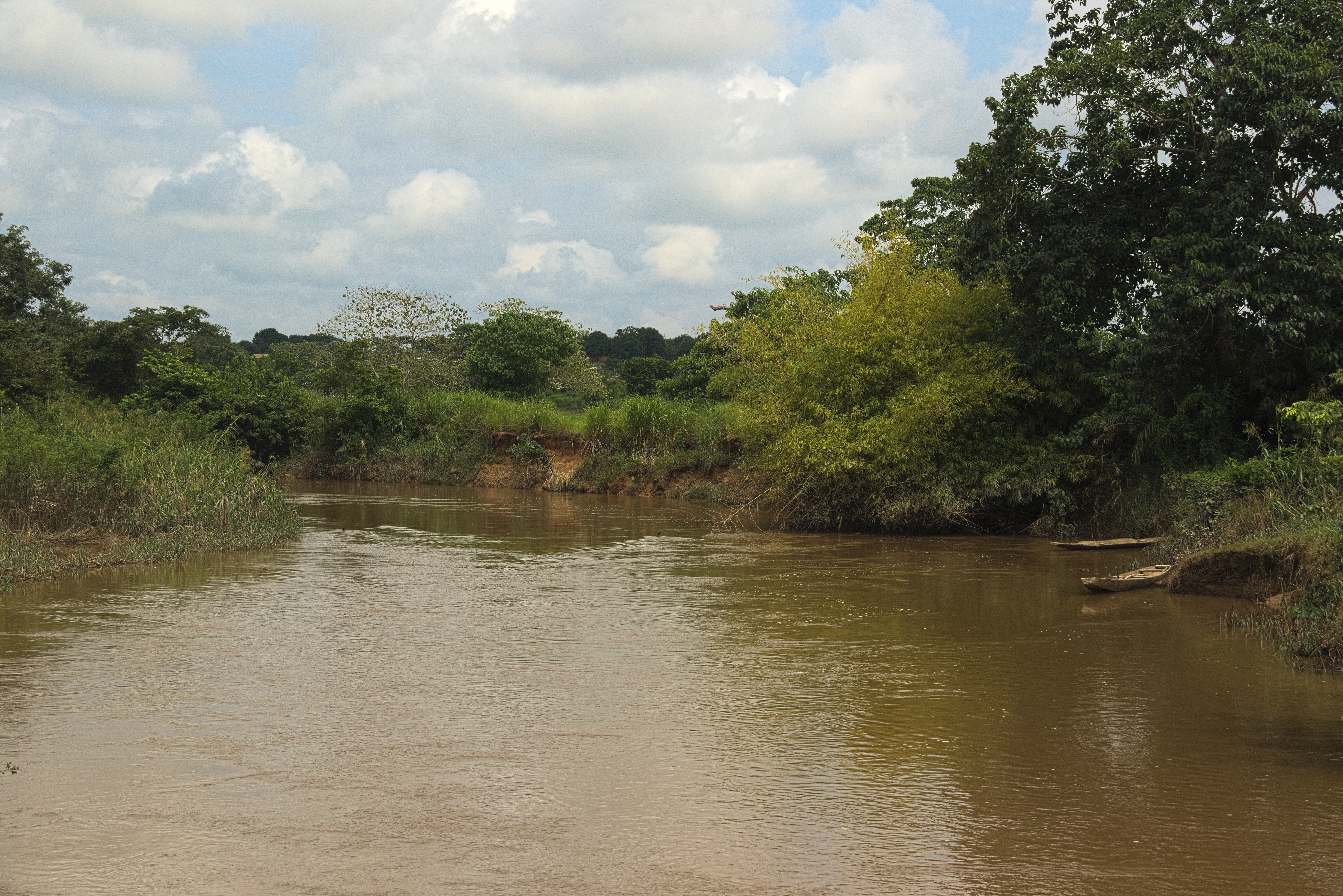
نهر نياندان بالقرب من كيسيدوغو